# Maverik Stadium
O Maverik Stadium é um estádio localizado em Logan, Utah, Estados Unidos, possui capacidade total para 25.100 pessoas, é a casa do time de futebol americano universitário Utah State Aggies football da Universidade Estadual de Utah. O estádio foi inaugurado em 1968.